# Du (Unix)

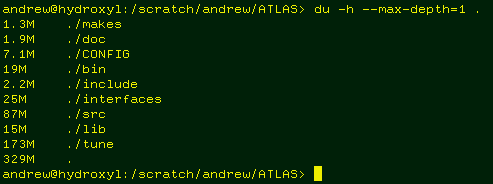
példa du használatára egy terminál ablakban

du (a disk usage rövidítésből jön) egy standard Unix parancs, mely megadja az állományok, könyvtárak által használt területet a merevlemezen. 

## Története
A du parancs először a AT&T UNIX egyes verziójában jelent meg.

## Specifikáció
Alapértelmezetten a parancs kiírja az aktuális könyvtárban levő állományok és alkönyvtárak által elfoglalt területet. 

## Használata
du, meg kell adni egy útvonalat, ellenkező esetben az aktuális könyvtárra hivatkozik a parancs. Opcióként a következőket használhatjuk:
-k, megmutatja a méretet 1024 byte többszöröseként, (és nem az 512-byte-ként)
-s, csak a könyvtárnak adja meg a nagyságát, és nem külön mindegyik állományra
-h, megmutatja az állomány nagyságát ember által olvasható formátumban

## Példa
A könyvtár nagysága kilobyte-ban:
```
$ du -sk *
152304  directoryOne
1856548 directoryTwo
```

A könyvtár nagysága ember által olvasható formátumban (azaz byte, kilobyte, megabyte, gigabyte, terabyte és petabyte):
```
$ du -sh *
149M directoryOne
1.8G directoryTwo
```

Az összes alkönyvtár és a rejtett állományok által elfoglalt hely (nagyság szerint rendezve) :
```
$ du -sk .[A-z]* *|
sort
 -n
```